# Абилимпикс
Абилимпикс (англ. Abilympics) — это международное некоммерческое движение, зародившееся в Японии и развивающееся в мире с 1971 года. В рамках движения проводятся конкурсы по профессиональному мастерству среди инвалидов и лиц с ограниченными возможностями здоровья в возрасте от 14 лет. Движение Абилимпикс нацелено:
- повысить стремление инвалидов к профессиональной независимости и улучшить их профессиональные навыки;
- поднять на новый уровень общественное восприятие профессиональных возможностей инвалидов и их участия в социально-экономической жизни;
- поддерживать полную интеграцию инвалидов в жизнь общества, уделяя особое внимание их профессиональному развитию;
- способствовать международному обмену и дружбе между участниками соревнований;
- вовлекать правительства стран-членов Международной Федерации Абилимпикс в процесс улучшения профессиональных навыков и карьерного роста инвалидов.

По состоянию на 9 августа 2021 года членами международного движения «Абилимпикс» является 53 страны/региона мира и международная организация Архивная копия от 7 февраля 2021 на Wayback Machine Rehabilitation International (США).

## История создания движения «Абилимпикс»
Название движения — это сокращение «Олимпиада возможностей» (англ. “Olympics of Abilities”). Основано оно в Японии. Инициатором этого движения являлась и является по сей день Японская организация по вопросам занятости пожилых людей, инвалидов и ищущих работу (англ. Japan Organization for Employment of the Elderly, Persons with Disabilities and Job Seekers, JEED), которая была создана 1971 году. Именно эта организация в 1972 году провела Первый Национальный конкурс профессионального мастерства среди людей с ограниченными возможностями с целью развития профессиональных навыков инвалидов, а также для того, чтобы стимулировать их социально-экономическую активность в обществе. Первоначально эти соревнования имели формат профессиональных конкурсов. Однако в дальнейшем движение «Абилимпикс» помогло изменить традиционные взгляды на потенциал и способности инвалидов, что привело к росту возможностей для их трудоустройства и их профессиональной стабильности. Сейчас эти соревнования стали, своего рода, «ярмаркой вакансий трудоустройства» людей с ограниченными возможностями и именно эта задача стала одной из приоритетных при проведении этих соревнований.

## Международная Федерация Абилимпикс
Международная Федерация Абилимпикс (англ. International Abilympic Federation) является некоммерческой международной организацией, цель которой заключается в проведении международных чемпионатов «Абилимпикс» и в помощи трудоустройства инвалидов. МФА была создана в 1991 году во время проведения Третьего Международного чемпионата в Гонконге в 1991 году. Международная Федерация находится в управлении Японской организации по вопросам занятости пожилых людей, инвалидов и ищущих работу. В состав МФА входят организации из пятидесяти одной страны/региона, целью которых является реабилитация лиц с ограниченными возможностями здоровья и проведение конкурсов профессионального мастерства.
Деятельность МФА регулируют следующие нормативные правовые акты:
1. Конституция Международной Федерации Абилимпикс (действует с 7 ноября 2015 г.); Архивная копия от 28 января 2021 на Wayback Machine
2. Правила проведения Международного чемпионата (действуют с октября 2014 г.). Архивная копия от 27 января 2021 на Wayback Machine

МФА состоит из 3 управляющих органов – Ассамблеи, Исполнительного комитета и Секретариата.
Президентом Международной Федерации Абилимпикс является Синобу Вадзима (Япония, Japan Organization for Employment of the Elderly, Persons with Disabilities and Job Seekers).
Вице-президентом Международной Федерации Абилимпикс является Ноэль Роже (Франция, Abilympics France).
Секретариат МФА во главе с Президентом, который является представителем руководства Японской организации по вопросам занятости пожилых людей, инвалидов и ищущих работу, решает задачи административного характера. Состоит из 5 человек.
Ассамблея МФА состоит из пятидесяти двух стран/регионов-членов МФА и международной организации Rehabilitation International (США). Ассамблея определяет общую политику МФА и Международных чемпионатов. Ассамблея коллегиально принимает решения о приеме новых членов МФА, присуждении права быть организаторами проведения Международных чемпионатов «Абилимпикс».
Исполнительный комитет отвечает за решение стратегических задач. В состав Исполнительного комитета входят 11 человек:
- Ричард Хиггинс (Австралия);
- Михаэль Мальтровски (Австрия);
- Цзюньчан Чи (Китай);
- Петтери Ора (Финляндия);
- Джозеф Квок (Гонконг);
- Хян Хюн Чо (Корея)
- Вим Абу Хамдан (Ливан);
- Пол Чи Мен Пун (Макао);
- Хадиджах Сулейман (Малайзия);
- Фридрих Мерхофф (Rehabilitation International[англ.]);
- Дина Рафиковна Макеева (Россия).[4]

## Международные чемпионаты «Абилимпикс»
Опыт и знания, полученные в ходе организации в Японии национальных конкурсов профессионального мастерства для людей с ограниченными возможностями, были использованы при проведении Первого Международного чемпионата. Этот конкурс получил обширную поддержку правительственных и неправительственных организаций. Император Японии выступил в роли покровителя данного конкурса.
Второй Международный чемпионат «Абилимпикс» состоялся в Боготе, Колумбия в 1985 году. Во время чемпионата возникла идея создать международную организацию, целью которой являлось бы проведение Международных чемпионатов «Абилимпикс» на регулярной основе.
Третий Международный чемпионат «Абилимпикс» был проведён в Гонконге в 1991 году. Во время его проведения была создана Международная Федерация Абилимпикс (МФА).
С того времени Международные чемпионаты проводились в Перте, Австралия (1995), Праге, Чехия (2000), Нью-Дели, Индия (2003), Сидзуоке, Япония (2007), где чемпионат проводился одновременно с Соревнованиями WorldSkills, и в Сеуле, Корея, в 2011 г. Девятый Международный чемпионат успешно прошел в Бордо, Франция, в марте 2016 г., под личным патронажем Франсуа Олланда, бывшего президента Франции.
В чемпионатах «Абилимпикс» участвуют люди с самыми разными видами инвалидности, а движение охватывает пятьдесят стран/регионов. Победители не только завоевывают награды, но и получают возможность получить хорошую работу. Внимание государства и работодателей организаторы чемпионатов «Абилимпикс» в Японии и многих других странах смогли привлечь очень быстро. Но самая главная проблема, которую они решили, — мотивация самих инвалидов. Они смогли показать людям с инвалидностью, что у них есть возможности и открытые дороги. Сейчас в Японии учебные центры для людей с ОВЗ есть почти в каждом квартале (не считая университетов и крупных тренинговых центров), в каждом обучается по 10–20 человек, и именно по тем специальностям, которые нужны поблизости. Таким образом, трудоустройство по окончании — 80 %.
Россия присоединилась к международному движению «Абилимпикс» в 2015 году. Форматы соревнований постепенно трансформировались и расширялись. В дополнение к профессиональным соревнованиям теперь проходят многочисленные выставки, мастер-классы и международные семинары. Но цель всего чемпионата по-прежнему остается одна — привлечь внимание к людям с ОВЗ, к их широкому потенциалу и вкладу, который они могут привнести в общество.
| №  | Место проведения чемпионата | Год  |
| -- | --------------------------- | ---- |
| 1  | Токио, Япония               | 1981 |
| 2  | Богота, Колумбия            | 1985 |
| 3  | Сатхинь, Гонконг            | 1991 |
| 4  | Перт, Австралия             | 1995 |
| 5  | Прага, Чехия                | 2000 |
| 6  | Нью-Дели, Индия             | 2003 |
| 7  | Сидзуока, Япония            | 2007 |
| 8  | Сеул, Корея                 | 2011 |
| 9  | Бордо, Франция              | 2016 |
| 10 |                             |      |

### I Международный чемпионат
I Международный чемпионат «Абилимпикс» прошел с 21 по 23 октября 1981 года, в честь Международного года инвалидов, проводимого Организацией Объединенных Наций (ООН), в Токио, в Японии. Организатором выступил Японский Организационный Комитет Международных чемпионатов «Абилимпикс». Церемонии открытия и закрытия прошли в Токийской столичной гимназии. В чемпионате приняли участие 304 конкурсанта из 49 стран/регионов мира. Соревнования проходили по 17 компетенциям.

### II Международный чемпионат
Организатором II Международного чемпионата «Абилимпикс», который прошел с 1 по 5 октября 1985 года в Боготе в Колумбии, выступил Колумбийский Организационный Комитет Международных Чемпионатов «Абилимпикс». В целях проведения торжественных церемоний открытия и закрытия чемпионата была построена специальная площадка. В соревнованиях приняли участие 281 человек из 47 стран/регионов мира по 12 компетенциям.

### III Международный чемпионат
В августе 1991 года в Гонконге состоялся III Международный чемпионат «Абилимпикс», организатором которого выступил Объединенный совет Гонконга по делам людей с физическими и ментальными нарушениями. В соревнованиях приняли участие 497 конкурсантов из 37 стран/регионов мира. Чемпионат прошел под лозунгом: «Равенство через участие». Церемонии открытия и закрытия прошли в Шатинской ратуше.

### IV Международный чемпионат
IV Международный чемпионат «Абилимпикс» прошел в Перте, в Австралии с 1 по 5 сентября 1995 года. Церемонии открытия и закрытия проводились в развлекательном центре в Перте. Чемпионат проводился при участии 412 конкурсантов из 25 стран/регионов по 37 компетенциям под лозунгом: «Мир, работающий вместе». Организатором чемпионата выступила Австралийская Ассоциация Абилимпикс, Inc.

### V Международный чемпионат
Организатором V Международный чемпионата «Абилимпикс», который состоялся в Праге в августе 2000 года, выступила Чешская Ассоциация Абилимпикс. В целях проведения торжественных церемоний открытия и закрытия чемпионата была построена специальная площадка. 375 участников из 21 страны/региона соревновались по 46 компетенциям. Мероприятие прошло под лозунгом: «Первый Международный чемпионат «Абилимпикс» в Европе».

### VI Международный чемпионат
В период с 23 по 29 ноября 2003 года прошел VI Международный чемпионат «Абилимпикс» в Нью-Дели в Индии. В целях проведения торжественных церемоний открытия и закрытия чемпионата была построена специальная площадка. В чемпионате приняли участие 424 конкурсанта из 23 стран/регионов. Соревнования прошли по 44 компетенциям. Лозунгом стала фраза: «Мы можем, мы будем». Организатором чемпионата выступила Национальная Ассоциация Абилимпикс Индии.

### VII Международный чемпионат
VII Международный чемпионат «Абилимпикс» прошел в ноябре 2007 года в Сидзуоке, в Японии, с участием 23 стран/регионов. В 27 компетенциях соревновались 365 конкурсантов. Девизом чемпионата стала фраза: «Блестящие навыки, великолепные личности, создающие общество для всех». Организатором выступил Оргкомитет Международного фестиваля профессионального мастерства. Церемонии открытия и закрытия проводились в центре конференций и искусств Granship.

### VIII Международный чемпионат
Организатором VIII Международного чемпионата «Абилимпикс», который состоялся в сентябре 2011 года в Сеуле в Южной Корее, выступило Корейское агентство по трудоустройству инвалидов (KEAD). 447 конкурсантов из 36 стран/регионов соревновались по 36 компетенциям. Лозунгом стала фраза: «Неограниченный вызов миру». Церемонии открытия и закрытия состоялись в Олимпийском зале.

### IX Международный чемпионат
В 2016 году в Бордо во Франции в период с 23 по 27 марта прошел IX Международный чемпионат «Абилимпикс». Организатором мероприятия выступила организация Абилимпикс Франция. Чемпионат прошел для 465 конкурсантов из 31 страны/региона по 50 компетенциям. Девизом чемпионата стала фраза: «Общие навыки, необычные люди». В целях проведения торжественных церемоний открытия и закрытия чемпионата была построена специальная площадка.

### X Международный чемпионат
В 2019 году Российская Федерация получила право стать организатором X Международного чемпионата «Абилимпикс». По решению Организационного комитета Х Международный чемпионат «Абилимпикс» должен был пройти в Москве в августе 2022 года.
В начале 2022 года Международная Федерация Абилимпикс приняла решение об отмене Х Международного чемпионата «Абилимпикс» в августе 2022 года в России.
В рамках подготовки к чемпионату Национальный центр «Абилимпикс» создал аккаунты, посвященные Х Международному чемпионату «Абилимпикс» на английском и китайском языках. Участники чемпионата должны были соревноваться по 55 компетенциям:
| ИНФОРМАЦИОННЫЕ ТЕХНОЛОГИИ |                                           |
| IT-1                      | Сетевое и системное администрирование     |
| IT-2                      | Веб-дизайн                                |
| IT-3                      | Дизайн персонажей/Анимация                |
| IT-4                      | Сборка-разборка электронного оборудования |
| IT-5                      | Программирование                          |
| IT-6                      | Администрирование баз данных              |
| IT-7                      | Инженерный дизайн (CAD) САПР              |
| IT-8                      | Студийный фотограф                        |
| IT-9                      | Фотограф-репортер                         |
| IT-10                     | Дизайн плаката                            |
| IT-11                     | Обработка текста (английский)             |
| ПИТАНИЕ                   |                                           |
| F-12                      | Выпечка хлебобулочных изделий             |
| F-13                      | Декорирование тортов                      |
| F-14                      | Карвинг                                   |
| F-15                      | Поварское дело                            |
| F-16                      | Кулинарное дело                           |
| F-17                      | Кондитерское дело                         |
| F-18                      | Ресторанный сервис                        |
| ПРОМЫШЛЕННЫЕ ПРОФЕССИИ    |                                           |
| I-19                      | Робототехника                             |
| I-20a                     | Электромонтаж                             |
| I-20b                     | Электроника                               |
| I-21                      | Промышленная робототехника                |
| I-22                      | Слесарное дело                            |
| I-23                      | Сварочные технологии                      |
| СФЕРА УСЛУГ               |                                           |
| S-24                      | Веломеханика                              |
| S-25                      | Издательское дело                         |
| S-26                      | Вывод на печать и брошюровка              |
| S-27a                     | Столярное дело                            |
| S-27b                     | Мебельщик                                 |
| S-28                      | Парикмахерское дело                       |
| S-29a                     | Швея                                      |
| S-29b                     | Портной                                   |
| S-30                      | Ремонт обуви                              |
| S-31                      | Закройщик                                 |
| СФЕРА МЕДИЦИНЫ            |                                           |
| MO-32                     | Массажист                                 |
| MO-33                     | Прикладная эстетика                       |
| MO-34                     | Зубной техник                             |
| ДЕКОРАТИВНОЕ ИСКУССТВО    |                                           |
| C-35                      | Художественный дизайн                     |
| C-36                      | Лозоплетение                              |
| C-37                      | Вязание крючком                           |
| C-38                      | Художественное вышивание                  |
| C-39                      | Вязание спицами                           |
| C-40                      | Гончарное дело                            |
| C-41                      | Роспись по шелку                          |
| C-42                      | Резьба по дереву                          |
| ТВОРЧЕСКИЕ ПРОФЕССИИ      |                                           |
| CO-43                     | Ювелирное дело                            |
| CO-44                     | Флористика                                |
| CO-45                     | Ландшафтный дизайн                        |
| ПРЕЗЕНТАЦИОННЫЕ КАТЕГОРИИ |                                           |
| P-46                      | Адаптивная физическая культура            |
| P-47                      | Ремонт и обслуживание автомобилей         |
| P-48                      | Клининг                                   |
| P-49                      | Ногтевой сервис                           |
| P-50                      | Медицинский и лабораторный анализ         |
| P-51                      | Медицинский и социальный уход             |
| P-52                      | Мультимедийная журналистика               |
| P-53                      | Малярное дело                             |
| P-54                      | Облицовка плиткой                         |
| P-55                      | Виртуальная и дополненная реальность      |

## Абилимпикс в России
C 2014 года соревнования по профессиональному мастерству среди инвалидов проводятся и в России. Первый Национальный чемпионат «Абилимпикс» прошел в 2015 году.
Конкурс проводится в более, чем 60 компетенциях для студентов и молодых специалистов, а также для школьников. В городах России создаются региональные центры движения «Абилимпикс».
Основным организатором соревнований является Национальный Центр Абилимпикс. В качестве экспертов-работодателей выступают различные организации.
Издается корпоративный журнал "Абилимпикс.Россия."

### Презентационный чемпионат
Презентационный чемпионат «Абилимпикс» прошел 7 декабря 2014 года. В чемпионате приняли участие студенты образовательных организаций среднего профессионального образования. 72 участника соревновались по 18 профессиональным компетенциям.
Для реализации в России международного движения «Абилимпикс», в ноябре 2014 года был создан Управляющий совет, в который вошли руководители Всероссийского общества глухих, Всероссийского общества слепых, Всероссийского общества инвалидов, Российского клуба психиатров, фонда «Образование — обществу» и других авторитетных организаций, занимающихся на территории Российской Федерации поддержкой людей с инвалидностью.

### I Национальный чемпионат
Первый Национальный Чемпионат профессионального мастерства Абилимпикс-Россия для людей с инвалидностью состоялся с 4 по 6 декабря 2015 в Международном выставочном центре «Крокус Экспо».
В Первом Национальном Чемпионате Абилимпикс-Россия 2015 приняло участие 295 конкурсантов по 30 профессиональным компетенциям из 29 регионов Российской Федерации. На церемонии открытия присутствовали Губернатор Московской области Андрей Юрьевич Воробьев, Президент Всемирной Федерации глухих Колин Аллен, советник президента России Александра Юрьевна Левицкая, множество иностранных гостей из числа специалистов по обучению и трудоустройству людей с инвалидностью, представители федеральных органов власти, образования и науки, депутаты Государственной думы, общественные деятели, крупные работодатели и представители общественных организаций ВОС, ВОГ и ВОИ.

### II Национальный чемпионат
Второй Национальный чемпионат конкурсов профессионального мастерства среди людей с инвалидностью «Абилимпикс» состоялся 18 и 19 ноября 2016 года в г. Москве в 69 павильоне ВДНХ.
В соревновательной программе II Национального чемпионата приняло участие 502 участника из 61 субъекта Российской Федерации, (среди них: 55 школьников, 359 студентов, 88 молодых специалистов).
Из всего состава участников 39 % имели нарушения зрения, 25 % нарушения слуха, 10 % нарушения опорно-двигательного аппарата, 15 % расстройства психического спектра, 11 % участников имеют инвалидность, вызванную другими заболеваниями.
Соревнования проводились по 48 компетенциям для студентов и молодых специалистов, а также по 11 компетенциям для школьников с инвалидностью. Свыше 300 волонтеров задействовано в работе Национального чемпионата. За два дня Национальный чемпионат посетило более 6000 гостей и зрителей.
По медальному зачету команда Москвы стала абсолютным победителем II Национального чемпионата, на втором месте команда Московской области, третье место разделили команды Самарской и Костромской областей.
В рамках деловой программы II Национального чемпионата были проведены следующие конференции:
- Всероссийская научно-практическая конференция «Развитие системы профессиональной ориентации и мотивации людей с инвалидностью к получению рабочих профессий через организацию системы конкурсов профессионального мастерства»;
- Научно-практическая конференция общероссийской общественной организации инвалидов «Всероссийское ордена Трудового Красного Знамени общество слепых» «Конкурсы профессионального мастерства – инструмент профориентации и трудоустройства инвалидов по зрению. Российский и международный опыт».

На площадке Национального чемпионата федеральные органы исполнительной власти провели круглые столы и заседания рабочих групп по вопросам:
- развития инклюзивного профессионального образования и волонтерского движения «Абилимпикс» (Минобрнауки России);
- реализации практик межведомственного взаимодействия в организации профессиональной ориентации и содействия трудоустройству людей с инвалидностью (Минтруд России);
- социально-культурной адаптации и созданию условий для участия инвалидов в культурной жизни общества (Минкультуры России);
- расширения производства продукции для инвалидов и лиц пожилого возраста (Минпромторг России).

### III Национальный чемпионат
Третий Национальный чемпионат по профессиональному мастерству среди людей с инвалидностью «Абилимпикс» прошел в Москве с 1 по 3 декабря 2017 года, на площадке 69 павильона ВДНХ и 5-ти дополнительных площадках: РГСУ, Медицинский колледж №5, Образовательный комплекс градостроительства «Столица», Политехнический колледж им. П.А. Овчинникова, Технологический колледж №21. Торжественная церемония закрытия чемпионата прошла в Колонном зале Дома союзов.
Соревновательная и деловая программы прошли 1 и 2 декабря. Участниками соревнований стали 890 человек из 73 субъектов Российской Федерации, из них 707 соревновались в категории «студенты» и «специалисты» по 67 компетенциям, в том числе 490 студентов СПО, 49 студентов ВО, 139 специалистов и 29 слушателей программ дополнительного профессионального образования, 146 в категории «школьники» по 20 компетенциям. 37 участников соревновались в презентационных компетенциях, в том числе 12 школьников, 20 студентов СПО, 2 специалиста, 3 слушателя программ дополнительного профессионального образования.
Из всех участников 29 % имели нарушения слуха, 28 % – соматические заболевания, 18 % – ментальные нарушения, 14 % – нарушения ОДА, 11 % – нарушения зрения.
Соревнования оценивали 623 эксперта, в том числе 48 независимых экспертов от работодателей. Волонтерскую поддержку оказывали около 400 волонтеров.
В рамках проведения III Национального чемпионата были организованы: Всероссийская научно-практическая конференция, круглые столы, совещания и мастер-классы. На выставочной и интерактивной программе были представлены современные технические средства реабилитации и ассистивные образовательные технологии российских производителей.
Активно работала Ярмарка вакансий, были организованы встречи участников с работодателями, было проведено большое количество встреч с представителями компаний, готовых принять на работу людей с инвалидностью, а также презентации практик торговых сетей по организации рабочих мест и формированию инклюзии в коллективе.
Победителями Национального чемпионата стали 257 человек (из них 59 призеров школьники) из 55 субъектов Российской Федерации. Количество участников, занявших 1 место – 88 человек, второе место – 86 человек, третье место 83 – человека. Лидерами общемедального зачета стали г. Москва – 114 медалей, Красноярский край – 11 медалей, Курская и Новосибирская области – по 6 медалей, Пензенская и Челябинская области по 5 медалей.
По количеству золотых медалей лидером является г. Москва – 46 медалей, Курская область – 4 медали, Красноярский край – 3 медали.

### IV Национальный чемпионат
Четвертый Национальный чемпионат «Абилимпикс» прошел с 20 по 23 ноября 2018 года в г. Москва. Площадками проведения стали зал А 75-го павильона ВДНХ (площадь 14 600 м2) и 6 дополнительных площадок: РГСУ, Образовательный комплекс градостроительства «Столица», Политехнический колледж им. П.А. Овчинникова, Технологический колледж №21, Колледж современных технологий имени М.Ф. Панова (КСТ имени М.Ф. Панова), ГБПОУ «Столичный колледж индустрии и гостеприимства».
В IV Национальном чемпионате «Абилимпикс» приняли участие команды 83 субъектов Российской Федерации. Не приняли участие команды из Еврейской АО из-за отсутствия финансирования и из Чукотского АО, где не был проведен региональный конкурс.
Соревнования проводились по 57 основным компетенциям и 16 презентационным. На площадке 75 павильона ВДНХ были представлены 35 основных компетенций, а также 16 презентационных компетенций, зоны для проведения деловой программы для участников, мастер классов, ярмарка вакансий, зоны отдыха и питания, зона церемонии открытия и закрытия чемпионата, лектории. Соревнования по 22 компетенциям со сложным оборудованием (сварочные технологии, токарные работы, слесарное дело, сухое строительство и штукатурные работы, малярное дело) были проведены на дополнительных площадках.
В соревнованиях приняли участие 1157 участников по 57 основным компетенциям, в том числе 186 специалистов (16,0 %), 733 студента (63,4 %), 238 школьников (20,6 %) в возрасте от 14 до 65 лет. В 16 презентационных компетенциях приняли участие 94 участника. Среди соревнующихся 12 % участников имели нарушения зрения, 26 % – соматические заболевания, 24 % – нарушения слуха, 17 % – нарушения ОДА.
Судейство обеспечили 486 экспертов, в том числе 53 независимых эксперта от работодателей.
Победители были награждены 365 медалями, в том числе 136 золотых, 124 серебряных, 105 бронзовых. В общем медальном зачете первое место занял город Москва (87 медалей), второе место – Республика Башкортостан (22 медали), третье место – Республика Татарстан (15 медалей).
Впервые в 2018 году была организована регистрация участников и посетителей на деловую программу чемпионата. Все желающие могли на официальном сайте через разработанную Национальным центром «Абилимпикс» форму зарегистрироваться на участие в деловой программе в качестве участника или посетителя.
За два дня мероприятий чемпионат «Абилимпикс» посетило более 10000 посетителей, из них более 1200 приняло участие в образовательной и деловой программах, 150 спикеров провели заседания, круглые столы, тренинги и лекции.
Более 600 волонтеров сопровождали Национальный чемпионат, в том числе студенты РГСУ, обучающиеся образовательных организаций города Москвы (около 30 колледжей), а также более 100 волонтеров из 29 субъектов Российской Федерации, корпоративные волонтеры, представители «серебряного волонтерства».

### V Национальный чемпионат
Пятый Национальный чемпионат по профессиональному мастерству среди инвалидов и лиц с ограниченными возможностями здоровья «Абилимпикс» проводился с 20 по 22 ноября 2019 года в г. Москве. Площадками проведения выступили 75 павильон ВДНХ и Техноград, Технологический колледж №21, Образовательный комплекс Столица, Российский государственный социальный университет, Политехнический колледж им. П.А. Овчинникова.
В рамках подготовки к проведению V Национального чемпионата на базе РГСУ было организовано обучение экспертов Национального чемпионата из субъектов Российской Федерации. Обучающимися были: работники образовательных организаций, представители общественных организаций инвалидов, представители работодателей, эксперты конкурсов по профессиональному мастерству среди инвалидов и лиц с ограниченными возможностями здоровья «Абилимпикс».
Для отбора главных экспертов и экспертов V Национального чемпионата «Абилимпикс» был проведен квалификационный экзамен. По результатам экзамена было отобрано 30 главных экспертов отборочного этапа Национального чемпионата и 62 главных эксперта финала Национального чемпионата «Абилимпикс». Всего в V Национальном чемпионате судейство осуществляли 378 национальных экспертов.
В V Национальном чемпионате приняли участие команды 85 субъектов РФ. Соревнования проводились по 62 основным компетенциям и по 31 презентационной. В соревнованиях приняли участие 1292 участника в возрасте от 14 до 66 лет, из них 308 специалистов, 569 студентов, 415 школьников.
В разрезе нозологий из всего состава участников 7,42 % имели нарушения зрения, 19,73 % – нарушения слуха, 17,79 % – нарушения ОДА, 1,08 % – РАС, 29,7 % – ментальные нарушения, 24,28 % – соматические нарушения.
В V Национальном чемпионате «Абилимпикс» было задействовано 520 волонтёров, которые помогали по следующим направлениям: внутренняя и внешняя навигация, помощь в организации мероприятий деловой и культурной программ, встреча команд в аэропортах и на вокзалах, работа на соревновательных площадках по компетенциям, участие в церемониях открытия и закрытия чемпионата, награждения участников, а также сопровождение работы штаба организаторов и зоны питания.
В рамках проведения V Национального чемпионата была организована образовательная деловая программа для участников, в том числе открытые лекции, тренинги, ярмарка вакансий и презентации информационных порталов «Работа в России» и «Федеральный реестр инвалидов».
Для участников V Национального чемпионата было организовано посещение культурных объектов г. Москвы с экскурсионной программой.
В 2019 году команда г. Москвы стала лидером медального зачёта, на втором месте – Республика Татарстан, на третьем – Московская область. Всего участниками была завоёвана 541 медаль (181 золотая, 182 серебряных, 178 бронзовых).

### VI Национальный чемпионат
Шестой Национальный чемпионат по профессиональному мастерству среди инвалидов и лиц с ограниченными возможностями здоровья «Абилимпикс» впервые за всю историю существования чемпионатов проводился в очно-дистанционном формате с 23 по 29 ноября 2020 года. Площадками проведения выступили 1120 площадок в 81 субъекте Российской Федерации. Для координации проведения чемпионата были созданы Центр управления соревнованиями и Центр координации главных экспертов, которые разместились в ГК «Космос».
В рамках Национального чемпионата прошла масштабная шестидневная Деловая программа, для чего были застроены специальные студии в кинокомпании «Амедиа» и в ГК «Космос». Основными вопросами стали: повышение качества профессионального образования; трудоустройство и сопровождение при получении профессионального образования; профориентация; доступная городская среда, в том числе архитектурная доступность образовательных организаций; обмен опытом и реализация лучших практик инклюзивного образования; развитие Движения «Абилимпикс», вклад регионов; развитие экспертного сообщества; взаимодействие с работодателями и партнерами. Форматами проведения были: дискуссии, мотивационные лекции, Public Talk, Tedtalk, деловые и творческие встречи, мастер-классы.
В чемпионате приняли участие команды 81 субъекта Российской Федерации. В соревнованиях приняли участие 2000 участников в возрасте от 14 до 65 лет, из них 296 специалистов, 1097 студентов, 607 школьников. Всего в VI Национальном чемпионате судейство осуществляли 416 национальных экспертов.
В разрезе нозологий из всего состава участников у 1,50 % — потеря зрения, 6,25 % имели нарушения зрения, у 10,10 % — потеря слуха, 11,30 % имели нарушения слуха, 14,70 % — нарушения ОДА, из них 13 % мобильные, а 1,70 % на кресле-коляске, 0,85 % — РАС, 30,70 % – ментальные нарушения, 24,60 % — соматические нарушения.
В 2020 году команда г. Москвы стала лидером медального зачёта, на втором месте – Республика Татарстан, на третьем – Московская область. Всего участниками было завоёвано 460 медалей (154 золотых, 154 серебряных, 152 бронзовых). Всего 69 из 81 субъекта Российской Федерации получили награды на VI Национальном чемпионате «Абилимпикс».
Конкурсы прошли по 77 следующим компетенциям:
| IT – ТЕХНОЛОГИИ                 |                                                         |
| 1                               | Веб-дизайн                                              |
| 2                               | Дизайн персонажей/Анимация                              |
| 3                               | Инженерный дизайн (CAD) САПР                            |
| 4                               | Веб-разработка (Программирование)                       |
| 5                               | Обработка текста                                        |
| 6                               | Сетевое и системное администрирование                   |
| 7                               | Администрирование баз данных                            |
| 8                               | Разработчик виртуальной и дополненной реальности        |
| 9                               | Сборка – разборка электронного оборудования             |
| 10                              | Информационная безопасность                             |
| 11                              | Мастер ОЦИ                                              |
| ПИТАНИЕ                         |                                                         |
| 12                              | Выпечка хлебобулочных изделий                           |
| 13                              | Поварское дело                                          |
| 14                              | Кондитерское дело                                       |
| 15                              | Кулинарное дело                                         |
| 16                              | Карвинг                                                 |
| 17                              | Декорирование тортов                                    |
| 18                              | Ресторанный сервис                                      |
| 19                              | Выпечка осетинских пирогов                              |
| ПРОМЫШЛЕННЫЕ ПРОФЕССИИ          |                                                         |
| 20                              | Робототехника                                           |
| 21                              | Кирпичная кладка                                        |
| 22                              | Столярное дело                                          |
| 23                              | Сухое строительство и штукатурные работы                |
| 24                              | Малярное дело                                           |
| 25                              | Облицовка плиткой                                       |
| 26                              | Слесарное дело                                          |
| 27                              | Сварочные технологии                                    |
| 28                              | Электромонтаж                                           |
| 29                              | Промышленная робототехника                              |
| 30                              | Токарные работы на станках с ЧПУ                        |
| СФЕРА УСЛУГ, СЕРВИС             |                                                         |
| 31                              | Издательское дело                                       |
| 32                              | Брошюровка и переплетное дело                           |
| 33                              | Мебельщик                                               |
| 34                              | Швея                                                    |
| 35                              | Парикмахерское искусство                                |
| 36                              | Социальная работа                                       |
| 37                              | Торговля                                                |
| 38                              | Портной                                                 |
| 39                              | Ремонт обуви                                            |
| 40                              | Документационное обеспечение управления и архивоведение |
| 41                              | Дизайн плаката                                          |
| 42                              | Мультимедийная журналистика                             |
| 43                              | Ремонт и обслуживание автомобилей                       |
| 44                              | Веломеханик                                             |
| 45                              | Закройщик                                               |
| 46                              | Студийный фотограф                                      |
| 47                              | Фотограф-репортер                                       |
| 48                              | Администрирование отеля                                 |
| 49                              | Туризм                                                  |
| 50                              | Переводчик                                              |
| 51                              | Визаж                                                   |
| 52                              | Клининг                                                 |
| 53                              | Ногтевой сервис                                         |
| ТВОРЧЕСКИЕ ПРОФЕССИИ            |                                                         |
| 54                              | Флористика                                              |
| 55                              | Изобразительное искусство                               |
| 56                              | Ландшафтный дизайн                                      |
| 57                              | Ювелирное дело                                          |
| МЕДИЦИНСКИЕ ПРОФЕССИИ           |                                                         |
| 58                              | Медицинский и лабораторный анализ                       |
| 59                              | Медицинский и социальный уход                           |
| 60                              | Адаптивная физическая культура                          |
| 61                              | Массажист                                               |
| 62                              | Зубной техник                                           |
| 63                              | Прикладная эстетика                                     |
| ДЕКОРАТИВНОПРИКЛАДНОЕ ИСКУССТВО |                                                         |
| 64                              | Художественный дизайн                                   |
| 65                              | Бисероплетение                                          |
| 66                              | Вязание крючком                                         |
| 67                              | Вязание спицами                                         |
| 68                              | Лозоплетение                                            |
| 69                              | Резьба по дереву                                        |
| 70                              | Художественное вышивание                                |
| 71                              | Роспись по шелку                                        |
| 72                              | Гончарное дело                                          |
| СФЕРА ОБРАЗОВАНИЯ               |                                                         |
| 73                              | Дошкольное воспитание                                   |
| 74                              | Учитель начальных классов                               |
| 75                              | Психология                                              |
| ЭКОНОМИКА И ФИНАНСЫ             |                                                         |
| 76                              | Экономика и бухгалтерский учет                          |
| 77                              | Предпринимательство                                     |

### Региональные чемпионаты
Региональные чемпионаты проводятся в сроки , установленные регионами на нескольких площадках в разных городах региона. Как правило они проводятся в течение нескольких дней.

## См также
- WorldSkills